# Bernard-Adolphe Granier de Cassagnac
Bernard-Adolphe Granier de Cassagnac, detto anche Adolphe de Cassagnac (Avéron-Bergelle, 11 agosto 1806 – Couloumé-Mondebat, 31 gennaio 1880), è stato un politico, giornalista e scrittore francese.

## Biografia

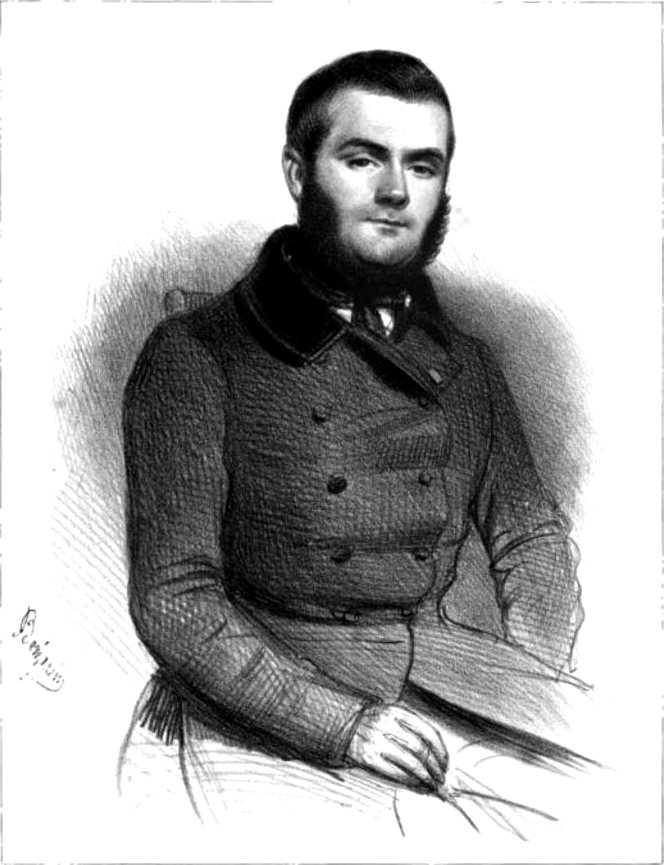
Bernard-Adolphe Granier de Cassagnac agli inizi della sua carriera giornalistica

Nato ad Avéron-Bergelle, nel dipartimento di Gers, Bernard-Adolphe era figlio dell'imprenditore vetraio Pierre-Paul Granier de Cassagnac (1771-1838) e di sua moglie, Ursule Lissagaray (1775-1850). Sua madre era legittimista, mentre suo padre era bonapartista. Dal 1818 al 1828 visse con la famiglia di suo zio materno, Laurent Prosper Lissagaray, il cui figlio divenne poi il giornalista Prosper-Olivier Lissagaray che probabilmente Bernard-Adolphe avviò all'interesse per il mondo pubblicistico.
Iniziò quindi la propria carriera giornalistica a Parigi nel 1832, contribuendo alla difesa del romanticismo e del conservatorismo sulle colonne della Revue de Paris, del Journal des Débats e de La Presse. Fondò quindi un proprio giornale d'ispirazione politica, L'Epoque (1845–1848), dove sfogò talvolta veementemente e polemicamente il proprio supporto a François Guizot, il che gli portò indubbiamente notorietà nel panorama giornalistico parigino e qualche duello.
Nel 1851, su Le Constitutionnel, si dichiarò apertamente favorevole al ritorno dell'impero e nel 1852 venne eletto candidato alla camera per il dipartimento di Gers. Come giornalista e deputato richiese una serie di riforme che parvero a molti anacronistiche come la reintroduzione dell'assolutismo, il ripristino del cattolicesimo come religione di stato e si oppose con forza alle leggi in favore della libertà di stampa. Fu inoltre membro del club di rue de l'Arcade, un'associazione schierata a favore di Luigi Napoleone Bonaparte.
Nel marzo del 1868 accusò i deputati liberali di aver ricevuto tangenti da Guglielmo di Prussia per opporsi al Bonaparte, ma quando gli venne chiesto di mostrare le prove di cui disponeva, produsse solo documenti falsi.
Dopo la caduta dell'impero nella guerra franco-prussiana e la proclamazione della terza repubblica francese (4 settembre 1870), Granier de Cassagnac fuggì in Belgio e tornò in Francia solo per le elezioni del 1876 quando risultò eletto deputato. Continuò a combattere tutte le riforme repubblicane, ma senza successo. Morì al suo castello di Couloumé.
Nel 1841 sposò Rosa de Beaupin de Beauvalon, figlia di un ricco planter creolo; suo figlio Paul Adolphe Marie Prosper Granier de Cassagnac e suo nipote Paul Granier de Cassagnac seguirono entrambi le sue orme come giornalisti e politici belligeranti.

## Opere
- Colonies françaises. De l'esclavage et de l'émancipation, Paris, Fournier, 1836.
- De l'affranchissement des esclaves par l'éducation religieuse, Paris, impr. de Fournier, 1837, in-8.
- Histoire des classes ouvrières et des classes bourgeoises, Paris, Desrez, Renduel, 1838, in-8. (lire en ligne sur Manioc.org)
- Histoire de l'église de la Madelaine, Paris, impr. d'Urtubie, 1838, in-12.
- Danaé, Paris, H. L. Delloye, 1840, in-8.
- Histoire des classes nobles et des classes anoblies, Paris, H. L. Delloye, 1840, in-8.
- De l'Émancipation des esclaves; lettres à M. de Lamartine, Paris, H. L. Delloye, 1840, brochure in-8.
- Voyage aux Antilles, françaises, anglaises, danoises, espagnoles ; à Saint-Domingue et aux États-Unis d’Amérique., Paris, Dauvin et Fontaine, 1842-1844, 2 volumes.
- Idée du christianisme sur l'esclavage, Paris, imp. de Gratiot, 1844, in-8.
- La Reine des Prairies, Paris, imp. de Boulé, 1845, in-8.
- Histoire des causes de la Révolution française, H. Plon, Paris, 1849, 3 tomes.
- Histoire du Directoire, S.n, 1851-1863,
- Récit complet et authentique des événements de décembre 1851, Kiessling et Cie, Bruxelles, 1852.
- Œuvres littéraires de Granier de Crassagnac : Portraits littéraires, V. Lecou, E. Didier, Paris, 1852.
- Histoire de la Chute du roi Louis-Philippe et du rétablissement de l'Empire, H. Plon, Paris, 1857, 3 tomes.
- Histoire des Girondins et des massacres de septembre, E. Dentu, Paris, 1860, tome premier, tome second.
- L'Empereur et la démocratie moderne, E. Dentu, Paris, 1860.
- L'Empereur, la Pologne et l'Europe, E. Dentu, Paris, 1863.
- Antiquité des patois. Antériorité de la langue française sur le latin, E. Dentu, Paris, 1859.
- Histoire des origines de la langue française, Librairie de Firmin Didot Frères, Fils et Cie, Paris, 1872.
- Histoire populaire illustrée de l'empereur Napoléon III, Lachaud et Burdin, Paris, 1874.
- Histoire de la colonne Vendôme, Lachaud, Paris, 1875.
- Souvenirs du second empire, E. Dentu, Paris, 1882, 3 tomes.

## Araldica
| Stemma | Descrizione                                    | Blasonatura |
|        | Bernard-Adolphe Granier de Cassagnac Cavaliere | Partito: al 1° di rosso a tre melagrane d'oro, aperte del campo; al 2° d'azzurro al crescente d'argento. Corona da cavaliere. |